# Список фільмів кіновсесвіту Marvel
Фільми кіновсесвіту Marvel (англ. Marvel Cinematic Universe) об'єднують разом безліч героїв, заснованих на коміксах компанії Marvel. Усі фільми або зняті, або створені спільно зі студією Marvel Studios.
Marvel Studios групує свої фільми у «Фази», наразі триває п'ята фаза, а шоста знаходиться у розробці. Фази своєю чергою об'єднуються у «Саги»: перші три фази разом відомі як «Сага Нескінченності», другі три фази разом відомі як «Сага Мультивсесвіту», ця сага містить у собі також деякі серіали кіновсесвіту Marvel.

## Основні дані

### Сага Нескінченності
| Фільм                           | Дата виходу      | Дата виходу      | Режисер(и)             | Сценарист(и)                                                                                   | Продюсер(и)                          | Кінокомпанія                                       | Дистриб'ютор         |
| Фільм                           | Україна          | США              | Режисер(и)             | Сценарист(и)                                                                                   | Продюсер(и)                          | Кінокомпанія                                       | Дистриб'ютор         |
| Перша фаза                      | Перша фаза       | Перша фаза       | Перша фаза             | Перша фаза                                                                                     | Перша фаза                           | Перша фаза                                         | Перша фаза           |
| ------------------------------- | ---------------- | ---------------- | ---------------------- | ---------------------------------------------------------------------------------------------- | ------------------------------------ | -------------------------------------------------- | -------------------- |
| Залізна людина                  | 2 травня 2008    | 1 травня 2008    | Джон Фавро             | Марк Фергус, Хоук Остбі, Арт Маркум та Метт Голловей                                           | Аві Арад, Кевін Файгі                | Marvel Studios                                     | Paramount Pictures   |
| Неймовірний Халк                | 13 червня 2008   | 12 червня 2008   | Луї Летер'є            | Зак Пенн                                                                                       | Аві Арад, Кевін Файгі, Гейл Енн Херд | Marvel Studios                                     | Universal Pictures   |
| Залізна людина 2                | 29 квітня 2010   | 29 квітня 2010   | Джон Фавро             | Джастін Теру                                                                                   | Кевін Файгі                          | Marvel Studios                                     | Paramount Pictures   |
| Тор                             | 6 травня 2011    | 28 квітня 2011   | Кеннет Брана           | Ешлі Едвард Міллер, Зак Стенц, Дон Пейн                                                        | Кевін Файгі                          | Marvel Studios                                     | Paramount Pictures   |
| Перший месник                   | 22 липня 2011    | 28 червня 2011   | Джо Джонстон           | Крістофер Маркус і Стівен Макфілі                                                              | Кевін Файгі                          | Marvel Studios                                     | Paramount Pictures   |
| Месники                         | 4 травня 2012    | 3 травня 2012    | Джосс Відон            | Джосс Відон                                                                                    | Кевін Файгі                          | Marvel Studios                                     | Walt Disney Pictures |
| Друга фаза                      |                  |                  |                        |                                                                                                |                                      |                                                    |                      |
| Залізна людина 3                | 2 травня 2013    | 2 травня 2013    | Шейн Блек              | Дрю Пірс, Шейн Блек                                                                            | Кевін Файгі                          | Marvel Studios                                     | Walt Disney Pictures |
| Тор 2: Царство темряви          | 7 листопада 2013 | 7 листопада 2013 | Алан Тейлор            | Крістофер Йост, Крістофер Маркус і Стівен Макфілі                                              | Кевін Файгі                          | Marvel Studios                                     | Walt Disney Pictures |
| Перший месник: Друга війна      | 4 квітня 2014    | 3 квітня 2014    | Ентоні й Джо Руссо     | Крістофер Маркус і Стівен Макфілі                                                              | Кевін Файгі                          | Marvel Studios                                     | Walt Disney Pictures |
| Вартові галактики               | 1 серпня 2014    | 31 липня 2014    | Джеймс Ґанн            | Джеймс Ґанн, Ніколь Перлман                                                                    | Кевін Файгі                          | Marvel Studios                                     | Walt Disney Pictures |
| Месники: Ера Альтрона           | 23 квітня 2015   | 23 квітня 2015   | Джосс Відон            | Джосс Відон                                                                                    | Кевін Файгі                          | Marvel Studios                                     | Walt Disney Pictures |
| Людина-мураха                   | 16 липня 2015    | 16 липня 2015    | Пейтон Рід             | Едгар Райт, Джо Корніш, Адам Мак-Кей, Пол Радд                                                 | Кевін Файгі                          | Marvel Studios                                     | Walt Disney Pictures |
| Третя фаза                      |                  |                  |                        |                                                                                                |                                      |                                                    |                      |
| Перший месник: Протистояння     | 6 травня 2016    | 5 травня 2016    | Ентоні й Джо Руссо     | Крістофер Маркус і Стівен Макфілі                                                              | Кевін Файгі                          | Marvel Studios                                     | Walt Disney Pictures |
| Доктор Стрендж                  | 4 листопада 2016 | 31 жовтня 2016   | Скотт Дерріксон        | Джон Спейтс, Скотт Дерріксон, С. Роберт Каргілл                                                | Кевін Файгі                          | Marvel Studios                                     | Walt Disney Pictures |
| Вартові галактики 2             | 5 травня 2017    | 4 травня 2017    | Джеймс Ґанн            | Джеймс Ґанн                                                                                    | Кевін Файгі                          | Marvel Studios                                     | Walt Disney Pictures |
| Людина-павук: Повернення додому | 7 липня 2017     | 6 липня 2017     | Джон Воттс             | Джонатан Ґолдстейн, Джон Френсіс Делі, Джон Воттс, Крістофер Форд, Кріс МакКенна, Ерік Соммерс | Кевін Файгі, Емі Паскаль             | Marvel Studios, Columbia Pictures, Pascal Pictures | Sony Pictures        |
| Тор: Раґнарок                   | 3 листопада 2017 | 2 листопада 2017 | Тайка Вайтіті          | Ерік Пірсон, Крейг Кайл, Крістофер Йост                                                        | Кевін Файгі                          | Marvel Studios                                     | Walt Disney Pictures |
| Чорна пантера                   | 16 лютого 2018   | 15 лютого 2018   | Раян Куґлер            | Раян Куґлер, Джо Роберт Коул                                                                   | Кевін Файгі                          | Marvel Studios                                     | Walt Disney Pictures |
| Месники: Війна нескінченності   | 26 квітня 2018   | 26 квітня 2018   | Ентоні й Джо Руссо     | Крістофер Маркус і Стівен Макфілі                                                              | Кевін Файгі                          | Marvel Studios                                     | Walt Disney Pictures |
| Людина-мураха та Оса            | 6 липня 2018     | 5 липня 2018     | Пейтон Рід             | Ендрю Баррер, Гебріел Феррарі, Пол Радд                                                        | Кевін Файгі, Стівен Бруссар          | Marvel Studios                                     | Walt Disney Pictures |
| Капітан Марвел                  | 7 березня 2019   | 7 березня 2019   | Анна Боден і Раян Флек | Анна Боден і Раян Флек, Женева Робертсон-Дворет, Ніколь Перлман                                | Кевін Файгі                          | Marvel Studios                                     | Walt Disney Pictures |
| Месники: Завершення             | 25 квітня 2019   | 25 квітня 2019   | Ентоні й Джо Руссо     | Крістофер Маркус і Стівен Макфілі                                                              | Кевін Файгі                          | Marvel Studios                                     | Walt Disney Pictures |
| Людина-павук: Далеко від дому   | 4 липня 2019     | 4 липня 2019     | Джон Воттс             | Кріс МакКенна, Ерік Соммерс                                                                    | Кевін Файгі, Емі Паскаль             | Marvel Studios, Columbia Pictures, Pascal Pictures | Sony Pictures        |

### Сага Мультивсесвіту
| Фільм                                     | Дата виходу       | Дата виходу       | Режисер(и)            | Сценарист(и)                                               | Продюсер(и)                                               | Кінокомпанія                                       | Дистриб'ютор         |
| Фільм                                     | Україна           | США               | Режисер(и)            | Сценарист(и)                                               | Продюсер(и)                                               | Кінокомпанія                                       | Дистриб'ютор         |
| Четверта фаза                             | Четверта фаза     | Четверта фаза     | Четверта фаза         | Четверта фаза                                              | Четверта фаза                                             | Четверта фаза                                      | Четверта фаза        |
| ----------------------------------------- | ----------------- | ----------------- | --------------------- | ---------------------------------------------------------- | --------------------------------------------------------- | -------------------------------------------------- | -------------------- |
| Чорна вдова                               | 8 липня 2021      | 9 липня 2021      | Кейт Шортленд         | Джек Шефер і Нед Бенсон                                    | Кевін Файгі                                               | Marvel Studios                                     | Walt Disney Pictures |
| Шан-Чі та легенда десяти кілець           | 2 вересня 2021    | 3 вересня 2021    | Дестін Деніел Креттон | Девід Калагам                                              | Кевін Файгі, Джонатан Шварц                               | Marvel Studios                                     | Walt Disney Pictures |
| Вічні                                     | 4 листопада 2021  | 5 листопада 2021  | Хлої Чжао             | Патрік Берлі, Райан Фірпо, Каз Фірпо                       | Кевін Файгі, Нейт Мур                                     | Marvel Studios                                     | Walt Disney Pictures |
| Людина-павук: Додому шляху нема           | 16 грудня 2021    | 17 грудня 2021    | Джон Воттс            | Кріс МакКенна, Ерік Соммерс                                | Кевін Файгі, Емі Паскаль                                  | Marvel Studios, Columbia Pictures, Pascal Pictures | Sony Pictures        |
| Доктор Стрендж у мультивсесвіті божевілля | 9 червня 2022     | 6 травня 2022     | Сем Реймі             | Майкл Волдрон                                              | Кевін Файгі                                               | Marvel Studios                                     | Walt Disney Pictures |
| Тор: Любов і грім                         | 21 липня 2022     | 8 липня 2022      | Тайка Вайтіті         | Тайка Вайтіті, Дженніфер Кейтін Робінсон                   | Кевін Файгі, Бред Віндербаум                              | Marvel Studios                                     | Walt Disney Pictures |
| Чорна пантера: Ваканда назавжди           | 11 листопада 2022 | 11 листопада 2022 | Раян Куґлер           | Раян Куґлер                                                | Кевін Файгі, Нейт Мур                                     | Marvel Studios                                     | Walt Disney Pictures |
| П'ята фаза                                |                   |                   |                       |                                                            |                                                           |                                                    |                      |
| Людина-мураха та Оса: Квантоманія         | 17 лютого 2023    | 17 лютого 2023    | Пейтон Рід            | Джефф Лавнесс                                              | Кевін Файгі, Стівен Бруссар                               | Marvel Studios                                     | Walt Disney Pictures |
| Вартові галактики 3                       | 4 травня 2023     | 5 травня 2023     | Джеймс Ґанн           | Джеймс Ґанн                                                | Кевін Файгі                                               | Marvel Studios                                     | Walt Disney Pictures |
| Марвели                                   | 9 листопада 2023  | 10 листопада 2023 | Ніа Дакоста           | Меґан МакДоннелл, Ніа Дакоста Елісса Карасік, Зеб Веллс    | Кевін Файгі                                               | Marvel Studios                                     | Walt Disney Pictures |
| Дедпул і Росомаха                         | 25 липня 2024     | 26 липня 2024     | Шон Леві              | Ретт Різ, Пол Вернік, Зеб Веллс, Раян Рейнольдс, Шон Леві  | Кевін Файгі, Раян Рейнольдс, Шон Леві, Лорен Шулер Доннер | Marvel Studios                                     | Walt Disney Pictures |
| Капітан Америка: Чудесний новий світ      | 13 лютого 2025    | 14 лютого 2025    | Джуліус Она           | Малкольм Спеллманд, Далан Муссон, Джуліус Она, Метью Ортон | Кевін Файгі, Нейт Мур, Малкольм Спеллман                  | Marvel Studios                                     | Walt Disney Pictures |
| Громовержці*                              | 1 травня 2025     | 2 травня 2025     | Джейк Шреєр           | Ерік Пірсон, Джоанна Кало                                  | Кевін Файгі                                               | Marvel Studios                                     | Walt Disney Pictures |

### Майбутні
| Фільм                              | Приблизна дата виходу | Статус        | Режисер(и)            | Сценарист(и)                                                          | Продюсер(и)                          | Кінокомпанія                                       | Дистриб'ютор         |
| Шоста фаза                         | Шоста фаза            | Шоста фаза    | Шоста фаза            | Шоста фаза                                                            | Шоста фаза                           | Шоста фаза                                         | Шоста фаза           |
| ---------------------------------- | --------------------- | ------------- | --------------------- | --------------------------------------------------------------------- | ------------------------------------ | -------------------------------------------------- | -------------------- |
| Фантастична четвірка: Перші кроки  | 25 липня 2025         | Постпродукція | Метт Шекман           | Джефф Каплан, Йен Спрінґер, Джош Фрідман, Кемерон Скірес, Ерік Пірсон | Кевін Файгі                          | Marvel Studios                                     | Walt Disney Pictures |
| Людина-павук: Абсолютно новий день | 31 липня 2026         | Препродукція  | Дестін Деніел Креттон | Кріс МакКенна, Ерік Соммерс                                           | Кевін Файгі, Емі Паскаль             | Marvel Studios, Columbia Pictures, Pascal Pictures | Sony Pictures        |
| Месники: Судний день               | 18 грудня 2026        | Знімання      | Ентоні й Джо Руссо    | Майкл Волдрон, Стівен Макфілі                                         | Кевін Файгі, Ентоні Руссо, Джо Руссо | Marvel Studios                                     | Walt Disney Pictures |
| Месники: Таємні війни              | 17 грудня 2027        | У розробці    | Ентоні й Джо Руссо    | Майкл Волдрон, Стівен Макфілі                                         | Кевін Файгі, Ентоні Руссо, Джо Руссо | Marvel Studios                                     | Walt Disney Pictures |

## Касові збори

### Касові збори за данимиBox Office Mojo
| Фільм                                     | Збори           | Збори           | Збори        | Збори           | Місце       | Місце      | Місце      | Бюджет            | Джер.                |
| Фільм                                     | США, Канада     | Решта країн     | Лише Україна | Загальні        | США, Канада | Україна    | Загальне   | Бюджет            | Джер.                |
| Перша фаза                                | Перша фаза      | Перша фаза      | Перша фаза   | Перша фаза      | Перша фаза  | Перша фаза | Перша фаза | Перша фаза        | Перша фаза           |
| ----------------------------------------- | --------------- | --------------- | ------------ | --------------- | ----------- | ---------- | ---------- | ----------------- | -------------------- |
| Залізна людина                            | $318,412,101    | $266,762,121    | $828,937     | $585,174,222    | 68          | 404        | 161        | $140 млн          | [ 10 ] [ 11 ]        |
| Неймовірний Халк                          | $134,806,913    | $128,620,638    | $593,282     | $263,427,551    | 442         | 539        | 551        | $150 млн          | [ 12 ] [ 13 ]        |
| Залізна людина 2                          | $312,433,331    | $311,500,000    | $1,199,098   | $623,933,331    | 73          | 269        | 142        | $200 млн          | [ 14 ] [ 15 ]        |
| Тор                                       | $181,030,624    | $268,295,994    | $1,477,787   | $449,326,618    | 250         | 196        | 245        | $150 млн          | [ 16 ] [ 17 ]        |
| Перший месник                             | $176,654,505    | $193,915,269    | $619,293     | $370,569,774    | 266         | 518        | 330        | $140 млн          | [ 18 ] [ 19 ]        |
| Месники                                   | $623,357,910    | $895,455,078    | $2,210,225   | $1,518,812,988  | 8           | 84         | 7          | $220 млн          | [ 20 ] [ 21 ]        |
| Друга фаза                                |                 |                 |              |                 |             |            |            |                   |                      |
| Залізна людина 3                          | $409,013,994    | $805,797,258    | $3,290,686   | $1,214,811,252  | 28          | 27         | 18         | $178,4 млн        | [ 22 ] [ 23 ]        |
| Тор 2: Царство темряви                    | $206,362,140    | $438,209,262    | $2,787, 498  | $644,571,402    | 196         | 46         | 133        | $152,7 млн        | [ 24 ] [ 25 ]        |
| Перший месник: Друга війна                | $259,766,572    | $454,497,695    | $846,367     | $714,264,267    | 113         | 398        | 107        | $177 млн          | [ 26 ] [ 27 ]        |
| Вартові галактики                         | $333,176,600    | $440,152,029    | $2,096,984   | $773,328,629    | 59          | 100        | 92         | $195,9 млн        | [ 28 ] [ 29 ]        |
| Месники: Ера Альтрона                     | $459,005,868    | $946,397,826    | $1,909,793   | $1,405,403,694  | 17          | 126        | 9          | $365,5 млн        | [ 30 ] [ 31 ]        |
| Людина-мураха                             | $180,202,163    | $339,109,802    | $848,150     | $519,311,965    | 252         | 397        | 201        | $109,3 млн        | [ 32 ] [ 33 ]        |
| Третя фаза                                |                 |                 |              |                 |             |            |            |                   |                      |
| Перший месник: Протистояння               | $408,084,349    | $745,220,146    | $1,429,130   | $1,153,304,495  | 29          | 214        | 20         | $230 млн          | [ 34 ] [ 35 ]        |
| Доктор Стрендж                            | $232,641,920    | $445,076,475    | $2,431,951   | $677,718,395    | 148         | 66         | 120        | $165–236,6 млн    | [ 36 ] [ 37 ]        |
| Вартові галактики 2                       | $389,813,101    | $473,942,950    | $2,348,554   | $863,756,051    | 36          | 80         | 68         | $200 млн          | [ 38 ] [ 39 ]        |
| Людина-павук: Повернення додому           | $334,201,140    | $545,965,784    | $1,628,395   | $880,166,924    | 57          | 174        | 60         | $175 млн          | [ 40 ] [ 41 ]        |
| Тор: Раґнарок                             | $315,058,289    | $538,918,837    | $2,424,456   | $853,977,126    | 72          | 67         | 71         | $180 млн          | [ 42 ] [ 43 ]        |
| Чорна пантера                             | $700,059,566    | $646,853,595    | $2,203,288   | $1,346,913,161  | 4           | 86         | 10         | $200–210 млн      | [ 44 ] [ 45 ]        |
| Месники: Війна нескінченності             | $678,815,482    | $1,369,544,272  | $3,654,152   | $2,048,359,754  | 5           | 19         | 5          | $316–400 млн      | [ 46 ] [ 47 ]        |
| Людина-мураха та Оса                      | $216,648,740    | $406,025,399    | $1,373,800   | $622,674,139    | 174         | 225        | 143        | $162 млн          | [ 48 ] [ 49 ]        |
| Капітан Марвел                            | $426,829,839    | $701,444,955    | $3,099,205   | $1,128,274,794  | 21          | 33         | 22         | $150–175 млн      | [ 50 ] [ 51 ]        |
| Месники: Завершення                       | $857,096,335    | $1,936,697,810  | $5,971,461   | $2,797,800,564  | 2           | 2          | 1          | $356 млн          | [ 52 ] [ 53 ]        |
| Людина-павук: Далеко від дому             | $352,573,925    | $693,362,076    | $2,577,630   | $1,131,928,519  | 52          | 58         | 32         | $160 млн          | [ 54 ] [ 55 ]        |
| Четверта фаза                             |                 |                 |              |                 |             |            |            |                   |                      |
| Чорна вдова                               | $183,651,655    | $196,100,000    | $1,582,259   | $379,751,655    | ?           | ?          | ?          | $200 млн          | [ 56 ] [ 57 ]        |
| Шан-Чі та легенда десяти кілець           | $224,543,292    | $207,700,000    | $1,283,783   | $432,243,292    | ?           | ?          | ?          | $150-200 млн      | [ 58 ] [ 59 ]        |
| Вічні                                     | $164,870,234    | $237,194,665    | $1,388,663   | $402,064,899    | ?           | ?          | ?          | $200 млн          | [ 60 ] [ 61 ]        |
| Людина-павук: Додому шляху нема           | $814,115,070    | $1,107,732,041  | $8,444,700   | $1,921,847,111  | ?           | ?          | ?          | $200 млн          | [ 62 ] [ 63 ]        |
| Доктор Стрендж у мультивсесвіті божевілля | $411,331,607    | $544,444,197    | $278,672     | $955,775,804    | ?           | ?          | ?          | $200 млн          | [ 64 ] [ 65 ]        |
| Тор: Любов і грім                         | $343,256,830    | $417,671,251    | $532,841     | $760,928,081    | ?           | ?          | ?          | $250 млн          | [ 66 ] [ 67 ]        |
| Чорна пантера: Ваканда назавжди           | $453,829,060    | $405,379,776    | $709,809     | $859,208,836    | ?           | ?          | ?          | $250 млн          | [ 68 ] [ 69 ]        |
| П'ята фаза                                |                 |                 |              |                 |             |            |            |                   |                      |
| Людина-мураха та Оса: Квантоманія         | $214,504,909    | $261,566,271    | $672,041     | $476,071,180    | ?           | ?          | ?          | $200 млн          | [ 70 ] [ 71 ]        |
| Вартові галактики 3                       | $358,995,815    | $486,559,962    | $1,834,807   | $845,555,777    | ?           | ?          | ?          | $250 млн          | [ 72 ] [ 73 ]        |
| Марвели                                   | $84,500,223     | $121,636,602    | Н/Д          | $206,136,825    | ?           | ?          | ?          | $270 млн          | [ 74 ] [ 75 ]        |
| Дедпул і Росомаха                         | $636,745,858    | $701,327,787    | <$2,360,016  | $1,338,073,645  | ?           | ?          | ?          | $200 млн          | [ 76 ] [ 77 ] [ 78 ] |
| Капітан Америка: Чудесний новий світ      | $200,500,001    | $214,601,576    | <$256,025    | $415,101,577    | ?           | ?          | ?          | $180 млн          | [ 79 ] [ 80 ] [ 81 ] |
| Громовержці*                              | $189,839,012    | $192,027,551    | <$263,731    | $381,866,563    | ?           | ?          | ?          | $180 млн          | [ 82 ] [ 83 ] [ 81 ] |
| Франшиза                                  | $12,786,728,973 | $19,085,706,950 | $67,457,199  | $31,962,434,860 | 1           | 1          | 1          | $7,203–7,443 млрд | [ 84 ]               |

### Касові збори за фазами
| Фаза             | К-ть фільмів | Збори           | Збори           | Збори        | Збори           | Бюджет            |
| Фаза             | К-ть фільмів | США, Канада     | Решта країн     | Лише Україна | Загальні        | Бюджет            |
| ---------------- | ------------ | --------------- | --------------- | ------------ | --------------- | ----------------- |
| Перша фаза       | 6            | $1,746,695,384  | $2,064,549,100  | $6,928,622   | $3,811,244,484  | $1 млрд           |
| У середньому     | У середньому | $291,115,800    | $344,091,528    | $1,154,770   | $635,207,414    | $166,7 млн        |
| Друга фаза       | 6            | $1,847,527,337  | $3,424,163,872  | $11,779,478  | $5,271,691,209  | $1,179 млрд       |
| У середньому     | У середньому | $307,921,228    | $570,693,988    | $1,963,246   | $878,615,202    | $196,5 млн        |
| Третя фаза       | 11           | $4,911,822,686  | $8,503,052,299  | $29,141,752  | $13,504,873,922 | $2,294–2,485 млрд |
| У середньому     | У середньому | $446,529,335    | $773,004,754    | $2,649,250   | $1,227,715,811  | $208,6–225,9 млн  |
| Четверта фаза    | 7            | $2,595,597,748  | $3,116,221,930  | $14,219,727  | $5,711,819,678  | $1,200–1,250 млрд |
| У середньому     | У середньому | $370,799,678    | $445,174,561    | $2,031,389   | $815,974,240    | $171,4–178,5 млн  |
| П'ята фаза       | 6            | $1,685,085,818  | $1,977,719,749  | $5,386,620   | $3,662,805,567  | $1,280 млрд       |
| У середньому     | У середньому | $280,847,636    | $9,619,958      | $897,770     | $610,467,595    | $213,3 млн        |
| Перша–п'ята фази | 36           | $12,786,728,973 | $19,085,706,950 | $67,457,199  | $31,962,434,860 | $7,203–7,443 млрд |
| У середньому     | У середньому | $355,186,916    | $530,158,526    | $1,873,811   | $887,845,413    | $200–206,8 млн    |

### Касові збори за мініфраншизами
| Франшиза                        | К-ть фільмів | Збори          | Збори          | Збори        | Збори          | Бюджет            |
| Франшиза                        | К-ть фільмів | США, Канада    | Решта країн    | Лише Україна | Загальні       | Бюджет            |
| ------------------------------- | ------------ | -------------- | -------------- | ------------ | -------------- | ----------------- |
| Залізна людина                  | 3            | $1,039,859,426 | $1,384,059,379 | $5,318,721   | $2,423,918,805 | $518,4 млн        |
| У середньому                    | У середньому | $346,619,818   | $461,353,138   | $1,772,907   | $807,972,935   | $172,8 млн        |
| Тор                             | 4            | $1,045,707,883 | $1,663,095,344 | $3,611,296   | $2,708,803,227 | $732,7 млн        |
| У середньому                    | У середньому | $288,703,590   | $416,406,194   | $3,611,296   | $705,109,904   | $205,4 млн        |
| Перший месник / Капітан Америка | 4            | $1,045,005,427 | $1,608,234,686 | $3,158,521   | $2,653,240,113 | $727 млн          |
| У середньому                    | У середньому | $261,251,356   | $402,058,671   | $789,630     | $663,310,028   | $181,8 млн        |
| Месники                         | 4            | $2,618,275,595 | $5,148,094,986 | $13,745,631  | $7,766,371,181 | $1,257–1,342 млрд |
| У середньому                    | У середньому | $654,568 899   | $1,287,023,747 | $3,436,407   | $1,941,592,795 | $314,3–335,4 млн  |
| Вартові галактики               | 3            | $1,081,985,516 | $1,400,654,941 | $6,280,345   | $2,482,640,457 | $609,9 млн        |
| У середньому                    | У середньому | $360,661,839   | $466,844,980   | $2,093,448   | $827,546,819   | $203,3 млн        |
| Людина-мураха                   | 3            | $611,355,812   | $1,006,701,472 | $2,893,991   | $1,618,057,284 | $471,3 млн        |
| У середньому                    | У середньому | $203,785,271   | $355,567,157   | $964,637     | $539,352,428   | $157,1 млн        |
| Людина-павук                    | 3            | $1,500,890,135 | $2,347,059,901 | $12,650,725  | $3,847,950,036 | $535 млн          |
| У середньому                    | У середньому | $578,751,301   | $863,697,985   | $5,273,856   | $1,442,449,287 | $183,7 млн        |
| Чорна пантера                   | 2            | $1,153,888,626 | $1,052,233,371 | $2,913,097   | $2,206,121,997 | $450-460 млн      |
| У середньому                    | У середньому | $576,944,313   | $526,116,685   | $1,456,548   | $1,103,060,998 | $225-230 млн      |

### Виноски
1. ↑  Seo, Rachel (29 березня 2023). Marvel’s ‘Thunderbolts’ Adds ‘Beef’ Creator Lee Sung Jin as Writer (EXCLUSIVE). Variety (амер.). Процитовано 10 червня 2023.
2. ↑  D'Alessandro, Anthony (14 лютого 2024). Marvel Moves On Release Date Schedule: ‘Thunderbolts’ Shifts Up, ‘The Fantastic Four’ Moves Back In 2025. Deadline (амер.). Процитовано 31 березня 2024.
3. ↑  Matt Shakman is Officially Directing 'Fantastic Four'. Collider (англ.). 10 вересня 2022. Процитовано 10 червня 2023.
4. ↑  Kit, Borys (31 березня 2023). ‘Fantastic Four’ Movie Gets New Writer With ‘Avatar 2’ Scribe Josh Friedman (Exclusive). The Hollywood Reporter (амер.). Процитовано 10 червня 2023.
5. ↑  D'Alessandro, Anthony (22 лютого 2025). New Tom Holland ‘Spider-Man’ Going A Week Later In July 2026. Deadline (амер.). Процитовано 26 лютого 2025.
6. ↑  D'Alessandro, Anthony (25 жовтня 2024). Sony Adds Untitled ‘Spider-Man’ With Tom Holland To Summer 2026 Calendar; Destin Daniel Cretton Directing. Deadline (амер.). Процитовано 26 лютого 2025.
7. ↑  Kit, Borys (9 вересня 2024). ‘Spider-Man 4’: Destin Daniel Cretton in Talks to Direct (Exclusive). The Hollywood Reporter (амер.). Процитовано 26 лютого 2025.
8. 1 2  Grobar, Matt (22 травня 2025). Disney Pushes Next Two ‘Avengers’ Movies; Dates ‘The Dog Stars’ & ‘The Devil Wears Prada 2’. Deadline (амер.). Процитовано 3 липня 2025.
9. 1 2 3 4  Woerner, Adam B. Vary,Meredith; Vary, Adam B.; Woerner, Meredith (28 липня 2024). Marvel Announces ‘Avengers: Doomsday’ and ‘Avengers: Secret Wars’ Directed by the Russo Brothers. Variety (амер.). Процитовано 28 липня 2024.
10. ↑  Залізна людина (2008). Box Office Mojo. Архів оригіналу за 12 березня 2012. Процитовано 18 червня 2019.
11. ↑  Залізна людина (2008). Box Office Mojo (англ.). Архів оригіналу за 16 листопада 2018. Процитовано 18 червня 2019.
12. ↑  Неймовірний Халк (2008). Box Office Mojo. Архів оригіналу за 29 травня 2017. Процитовано 18 червня 2019.
13. ↑  Неймовірний Халк (2008). Box Office Mojo (англ.). Архів оригіналу за 16 листопада 2018. Процитовано 18 червня 2019.
14. ↑  Залізна людина 2 (2010). Box Office Mojo. Архів оригіналу за 2 червня 2017. Процитовано 18 червня 2019.
15. ↑  Залізна людина 2 (2010). Box Office Mojo (англ.). Архів оригіналу за 16 листопада 2018. Процитовано 18 червня 2019.
16. ↑  Тор (2011). Box Office Mojo. Архів оригіналу за 6 липня 2011. Процитовано 18 червня 2019.
17. ↑  Тор (2011). Box Office Mojo (англ.). Архів оригіналу за 16 листопада 2018. Процитовано 18 червня 2019.
18. ↑  Перший месник (2011). Box Office Mojo. Архів оригіналу за 28 травня 2017. Процитовано 18 червня 2019.
19. ↑  Перший месник (2011). Box Office Mojo (англ.). Архів оригіналу за 16 листопада 2018. Процитовано 18 червня 2019.
20. ↑  Месники (2012). Box Office Mojo. Архів оригіналу за 2 листопада 2012. Процитовано 18 червня 2019.
21. ↑  Месники (2012). Box Office Mojo (англ.). Архів оригіналу за 16 листопада 2018. Процитовано 18 червня 2019.
22. ↑  Залізна людина 3 (2013). Box Office Mojo. Архів оригіналу за 26 січня 2017. Процитовано 18 червня 2019.
23. ↑  Залізна людина 3 (2013). Box Office Mojo (англ.). Архів оригіналу за 16 листопада 2018. Процитовано 18 червня 2019.
24. ↑  Тор 2: Царство темряви (2013). Box Office Mojo. Архів оригіналу за 7 листопада 2016. Процитовано 18 червня 2019.
25. ↑  Тор 2: Царство темряви (2013). Box Office Mojo (англ.). Архів оригіналу за 16 листопада 2018. Процитовано 18 червня 2019.
26. ↑  Перший месник: Друга війна (2014). Box Office Mojo. Архів оригіналу за 5 березня 2017. Процитовано 18 червня 2019.
27. ↑  Перший месник: Друга війна (2014). Box Office Mojo (англ.). Архів оригіналу за 16 листопада 2018. Процитовано 18 червня 2019.
28. ↑  Вартові галактики (2014). Box Office Mojo (англ.). Архів оригіналу за 16 червня 2019. Процитовано 18 червня 2019.
29. ↑  Вартові галактики (2014). Box Office Mojo (англ.). Архів оригіналу за 16 листопада 2018. Процитовано 18 червня 2019.
30. ↑  Месники: Ера Альтрона (2015). Box Office Mojo (англ.). Архів оригіналу за 14 березня 2017. Процитовано 18 червня 2019.
31. ↑  Месники: Ера Альтрона (2015). Box Office Mojo (англ.). Архів оригіналу за 16 листопада 2018. Процитовано 18 червня 2019.
32. ↑  Людина-мураха (2015). Box Office Mojo (англ.). Архів оригіналу за 14 березня 2017. Процитовано 18 червня 2019.
33. ↑  Людина-мураха (2015). Box Office Mojo (англ.). Архів оригіналу за 16 листопада 2018. Процитовано 18 червня 2019.
34. ↑  Перший месник: Протистояння (2016). Box Office Mojo. Архів оригіналу за 29 квітня 2018. Процитовано 18 червня 2019.
35. ↑  Перший месник: Протистояння (2016). Box Office Mojo (англ.). Архів оригіналу за 16 листопада 2018. Процитовано 18 червня 2019.
36. ↑  Доктор Стрендж (2016). Box Office Mojo. Архів оригіналу за 4 травня 2017. Процитовано 18 червня 2019.
37. ↑  Доктор Стрендж (2016). Box Office Mojo (англ.). Архів оригіналу за 16 листопада 2018. Процитовано 18 червня 2019.
38. ↑  Вартові галактики 2 (2017). Box Office Mojo (англ.). Архів оригіналу за 8 липня 2017. Процитовано 18 червня 2019.
39. ↑  Вартові галактики 2 (2017). Box Office Mojo (англ.). Архів оригіналу за 16 листопада 2018. Процитовано 18 червня 2019.
40. ↑  Людина-павук: Повернення додому (2017). Box Office Mojo (англ.). Архів оригіналу за 11 вересня 2017. Процитовано 18 червня 2019.
41. ↑  Людина-павук: Повернення додому (2017). Box Office Mojo (англ.). Архів оригіналу за 16 листопада 2018. Процитовано 18 червня 2019.
42. ↑  Тор: Раґнарок (2017). Box Office Mojo (англ.). Архів оригіналу за 28 листопада 2017. Процитовано 18 червня 2019.
43. ↑  Тор: Раґнарок (2017). Box Office Mojo (англ.). Архів оригіналу за 16 листопада 2018. Процитовано 18 червня 2019.
44. ↑  Чорна Пантера (2018). Box Office Mojo (англ.). Архів оригіналу за 25 лютого 2018. Процитовано 18 червня 2019.
45. ↑  Чорна Пантера (2018). Box Office Mojo (англ.). Архів оригіналу за 16 листопада 2018. Процитовано 18 червня 2019.
46. ↑  Месники: Війна нескінченності (2018). Box Office Mojo (англ.). Архів оригіналу за 20 січня 2019. Процитовано 18 червня 2019.
47. ↑  Месники: Війна нескінченності (2018). Box Office Mojo (англ.). Архів оригіналу за 16 листопада 2018. Процитовано 18 червня 2019.
48. ↑  Людина-мураха та Оса (2018). Box Office Mojo (англ.). Архів оригіналу за 31 березня 2019. Процитовано 18 червня 2019.
49. ↑  Людина-мураха та Оса (2018). Box Office Mojo (англ.). Архів оригіналу за 16 листопада 2018. Процитовано 18 червня 2019.
50. ↑  Капітан Марвел. Box Office Mojo (англ.). Архів оригіналу за 20 березня 2019. Процитовано 7 липня 2019.
51. ↑  Капітан Марвел (2019). The Numbers. IMDb. Архів оригіналу за 16 червня 2019. Процитовано 7 липня 2019.
52. ↑  Месники: Завершення. Box Office Mojo (англ.). Архів оригіналу за 7 серпня 2019. Процитовано 2 серпня 2019.
53. ↑  Месники: Завершення (2019). The Numbers. IMDb. Архів оригіналу за 7 липня 2019. Процитовано 2 серпня 2019.
54. ↑  Людина-павук: Далеко від дому. Box Office Mojo (англ.). Архів оригіналу за 9 червня 2019. Процитовано 2 серпня 2019.
55. ↑  Людина-павук: Далеко від дому (2019). The Numbers. Архів оригіналу за 20 липня 2019. Процитовано 2 серпня 2019.
56. ↑  Black Widow. Box Office Mojo. Процитовано 20 травня 2023.
57. ↑  Black Widow (2021) - Financial Information. The Numbers. Процитовано 20 травня 2023.
58. ↑  Shang-Chi and the Legend of the Ten Rings. Box Office Mojo. Процитовано 20 травня 2023.
59. ↑  Shang-Chi and the Legend of the Ten Rings (2021) - Financial Information. The Numbers. Процитовано 20 травня 2023.
60. ↑  Eternals. Box Office Mojo. Процитовано 20 травня 2023.
61. ↑  Eternals (2021) - Financial Information. The Numbers. Процитовано 20 травня 2023.
62. ↑  Spider-Man: No Way Home. Box Office Mojo. Процитовано 20 травня 2023.
63. ↑  Search. The Numbers. Процитовано 20 травня 2023.
64. ↑  Doctor Strange in the Multiverse of Madness. Box Office Mojo. Процитовано 20 травня 2023.
65. ↑  Doctor Strange in the Multiverse of Madness (2022) - Financial Information. The Numbers. Процитовано 20 травня 2023.
66. ↑  Thor: Love and Thunder. Box Office Mojo. Процитовано 20 травня 2023.
67. ↑  Thor: Love and Thunder (2022) - Financial Information. The Numbers. Процитовано 20 травня 2023.
68. ↑  Black Panther: Wakanda Forever. Box Office Mojo. Процитовано 20 травня 2023.
69. ↑  Black Panther: Wakanda Forever (2022) - Financial Information. The Numbers. Процитовано 20 травня 2023.
70. ↑  Ant-Man and the Wasp: Quantumania. Box Office Mojo. Процитовано 3 липня 2025.
71. ↑  Ant-Man and the Wasp: Quantumania (2023) - Financial Information. The Numbers. Процитовано 3 липня 2025.
72. ↑  Guardians of the Galaxy Vol. 3. Box Office Mojo. Процитовано 3 липня 2025.
73. ↑  Guardians of the Galaxy Vol 3 (2023) - Financial Information. The Numbers. Процитовано 3 липня 2025.
74. ↑  The Marvels. Box Office Mojo. Процитовано 3 липня 2025.
75. ↑  The Marvels (2023) - Financial Information. The Numbers. Процитовано 3 липня 2025.
76. ↑  Deadpool & Wolverine. Box Office Mojo. Процитовано 3 липня 2025.
77. ↑  Deadpool & Wolverine (2024) - Financial Information. The Numbers. Процитовано 3 липня 2025.
78. ↑  Челяк, Олег (14 серпня 2024). В Україні стрічку "Дедпул і Росомаха" переглянули понад пів мільйона глядачів. Суспільне | Новини (укр.). Процитовано 3 липня 2025.
79. ↑  Captain America: Brave New World. Box Office Mojo. Процитовано 3 липня 2025.
80. ↑  Captain America: Brave New World (2025) - Financial Information. The Numbers. Процитовано 3 липня 2025.
81. 1 2  Фільм «Громовержці» зібрав в Україні 11,3 млн грн у перший вікенд — Forbes.ua. forbes.ua (укр.). 7 травня 2025. Процитовано 3 липня 2025.
82. ↑  Thunderbolts*. Box Office Mojo. Процитовано 3 липня 2025.
83. ↑  Thunderbolts* (2025) - Financial Information. The Numbers. Процитовано 3 липня 2025.
84. ↑  Світові збори Кінематографічного всесвіту Marvel. Box Office Mojo. Архів оригіналу за 8 травня 2017. Процитовано 7 липня 2019.